# Стад Сапуто
«Стад Сапуто» або «Сапуто Стедіум» (фр. Stade Saputo, англ. Saputo Stadium) — футбольний стадіон у місті Монреаль, Канада, домашня арена ФК «Монреаль Імпакт».
Стадіон побудований протягом 2007—2008 років, відкритий 18 травня 2008 року. У 2012 році розширений.
Назва арени походить від компанії-власника і титульного спонсора «Saputo Inc.».